# Tahir Walsh
Tahir Walsh, född 24 februari 1994, är en antiguansk och barbudansk friidrottare. Han deltog vid olympiska sommarspelen 2016.